# Nepeta sosnovskyi
Nepeta sosnovskyi là một loài thực vật có hoa trong họ Hoa môi. Loài này được Askerova mô tả khoa học đầu tiên năm 1954.